# Observatorio del Monte Stromlo

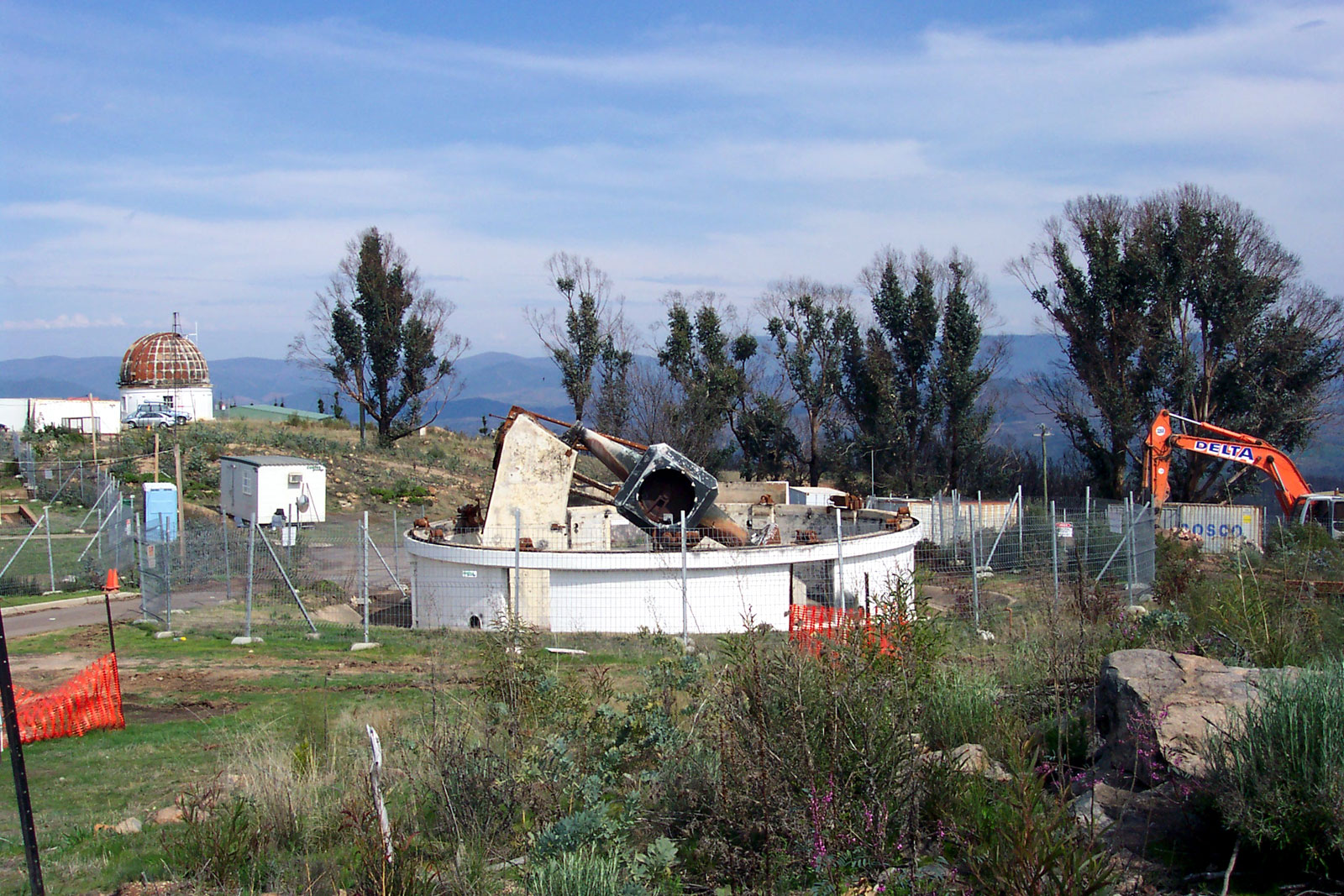
Restos de la cúpula del telescopio de 50 pulgadas Gran Melbourne

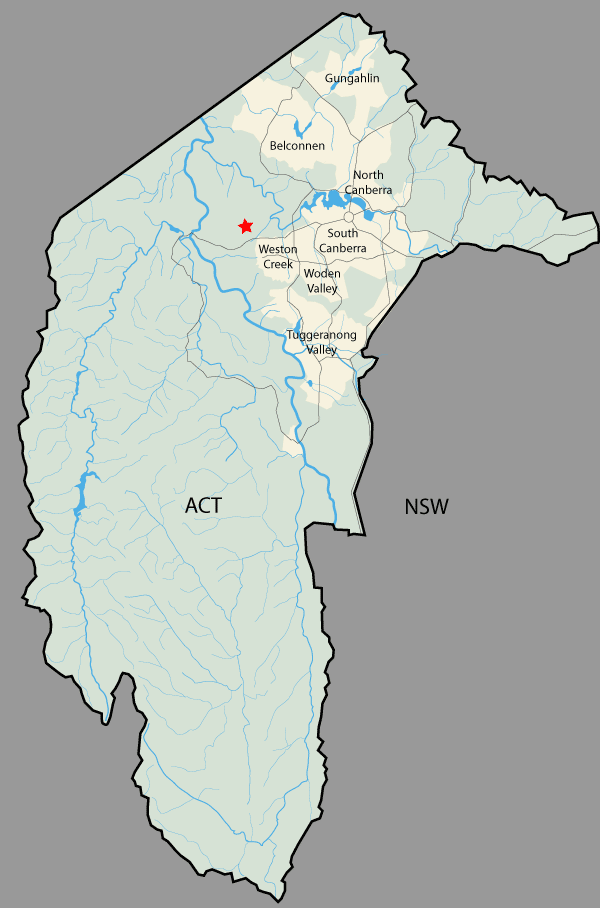
Localización del Monte Stromlo.

El Observatorio del Monte Stromlo (MSO) es uno de los observatorios astronómicos más antiguos del hemisferio sur. Está a cargo de la Escuela de Investigación de Astronomía y Astrofísica de la Universidad Nacional de Australia. Su código IAU es 414.

## Historia
El observatorio se estableció en 1924 con el nombre de Commonwealth Solar Observatory (CSO). Sin embargo, desde 1911 ya existía una instalación de observación astronómica permanente.
Entre los años 1920 y 1930, su principal función era el estudio del Sol. Luego de la Segunda Guerra Mundial, la observación de estrellas y Galaxias ocupó el primer plano y su nombre fue cambiado a "The Commonwealth Observatory". En 1953 fue construido un telescopio de 1,88 metros de diámetro, el cual fue durante más de 20 años el telescopio más grande del hemisferio sur.
El 18 de enero de 2003 casi todos los telescopios, talleres y edificios fueron destruidos por un incendio que afectó a las cercanías de Camberra.

## Localización
El Observatorio del Monte Stromlo se encuentra a una altitud de 770 metros sobre el nivel del mar. Situado a unos 18 km al sudoeste del centro de Camberra, la capital de Australia, cerca del distrito de Weston Creek.